# Bressingham
Bressingham est une paroisse civile et un village du Norfolk, en Angleterre.